# L16 (миномёт)
L16 — британский миномёт калибром 81 мм (3,2 дюйма), стандартный миномёт вооружённых сил Великобритании. Разработан совместно конструкторами Великобритании и Канады, состоит на вооружении в США и ряде стран Британского содружества.

## Описание
Миномёт был разработан в 1965—1966 годах как замена 76,2-мм дульнозарядному миномёту. Используется в сухопутных частях британской армии как стандартное оружие. Масса ствола — 12,7 кг; подъёмного механизма — 12,3 кг; опорной плиты — 11,6 кг. В бронетанковых полках и механизированных батальонах миномёт L16 может устанавливаться на БТР FV432 для транспортировки (до 6 миномётов на взвод). Легкопехотные батальоны и части морской пехоты перевозят миномёты на вездеходах BvS 10; в других странах чаще используется американский транспортёр M113.
Для транспортировки расчёт разбирает миномёт на три части (ствол, опорная плита и двуножник с прицелом) и они затем доставляются либо наземным транспортом, либо на вертолёте. После транспортировки миномёт снова собирается для ведения стрельбы. Перенести орудие может и сам взвод, однако для этого необходимо соблюдать крайнюю осторожность при транспортировке, а боеприпасы должны доставлять другие бойцы. Для стрельбы используются 81-мм снаряды, хранящиеся в пластиковых контейнерах (в Британской армии их называют «greenies»). Стрельба может вестись обычными осколочными снарядами, дымовыми и зажигательными. Для лучшего охлаждения при интенсивной стрельбе на наружной поверхности ствола имеются кольцевые выточки. Опорная плита сконструирована таким образом, что позволяет разворачивать миномёт на 360°. Минимальная дальность стрельбы — 100 м, максимальная — более 5,6 км.

## На вооружении
- Австралия: под названием F2
- Австрия
- Белиз

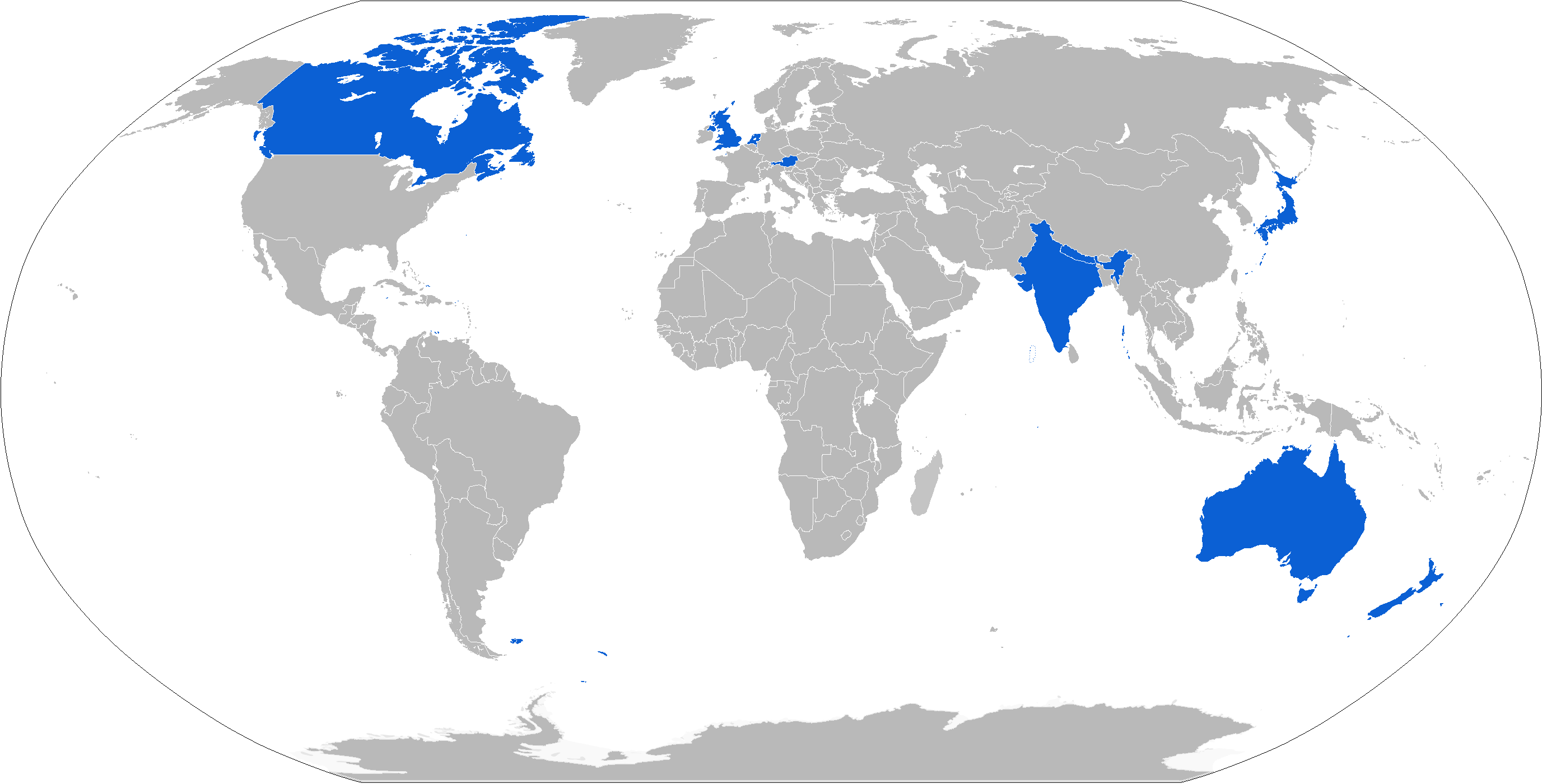
Страны, использующие миномёт L16

- Великобритания: модификация L16A2 используется сухопутными войсками, морской пехотой и полком королевских ВВС[англ.]
- Гвиана
- Индия
- Канада
- Мальта: Вооружённые силы Мальты
- Непал
- Нидерланды[2]
- Норвегия
- Новая Зеландия
- Португалия
- Сирия
- США: в 1978 году опытная партия из 16 миномётов L16A1 была куплена в Великобритании для испытаний[3]; в 1987 году принят на вооружение под наименованием M252 в качестве замены 81-мм миномёта М29, производится по лицензии
- Ямайка: 12 миномётов L16A1 по состоянию на 2011 год[4]
- Япония - с 1992 года производится по лицензии компанией "Howa Machinery Ltd." для вооружённых сил Японии[5]. По данным отчёта Японии в ООН, в 2020-2023 гг. на вооружении имелось 660 миномётов L16[6].

## Галерея

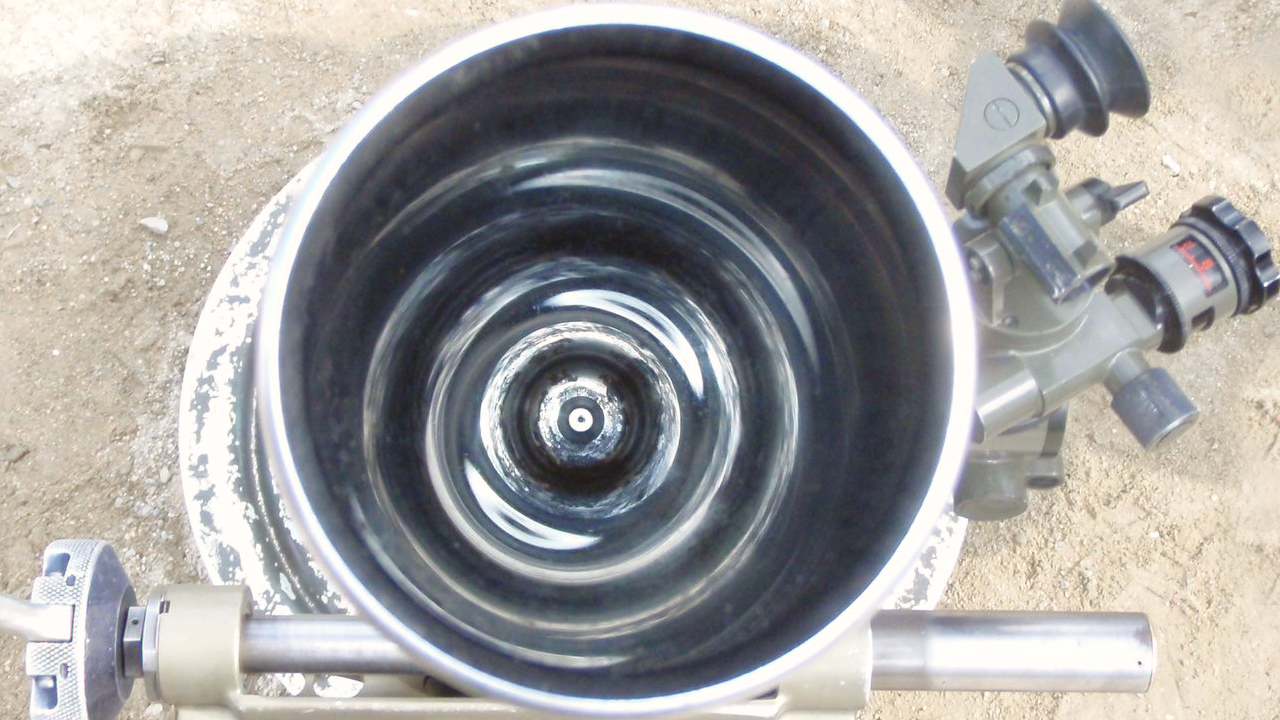
Вид на ствол изнутри
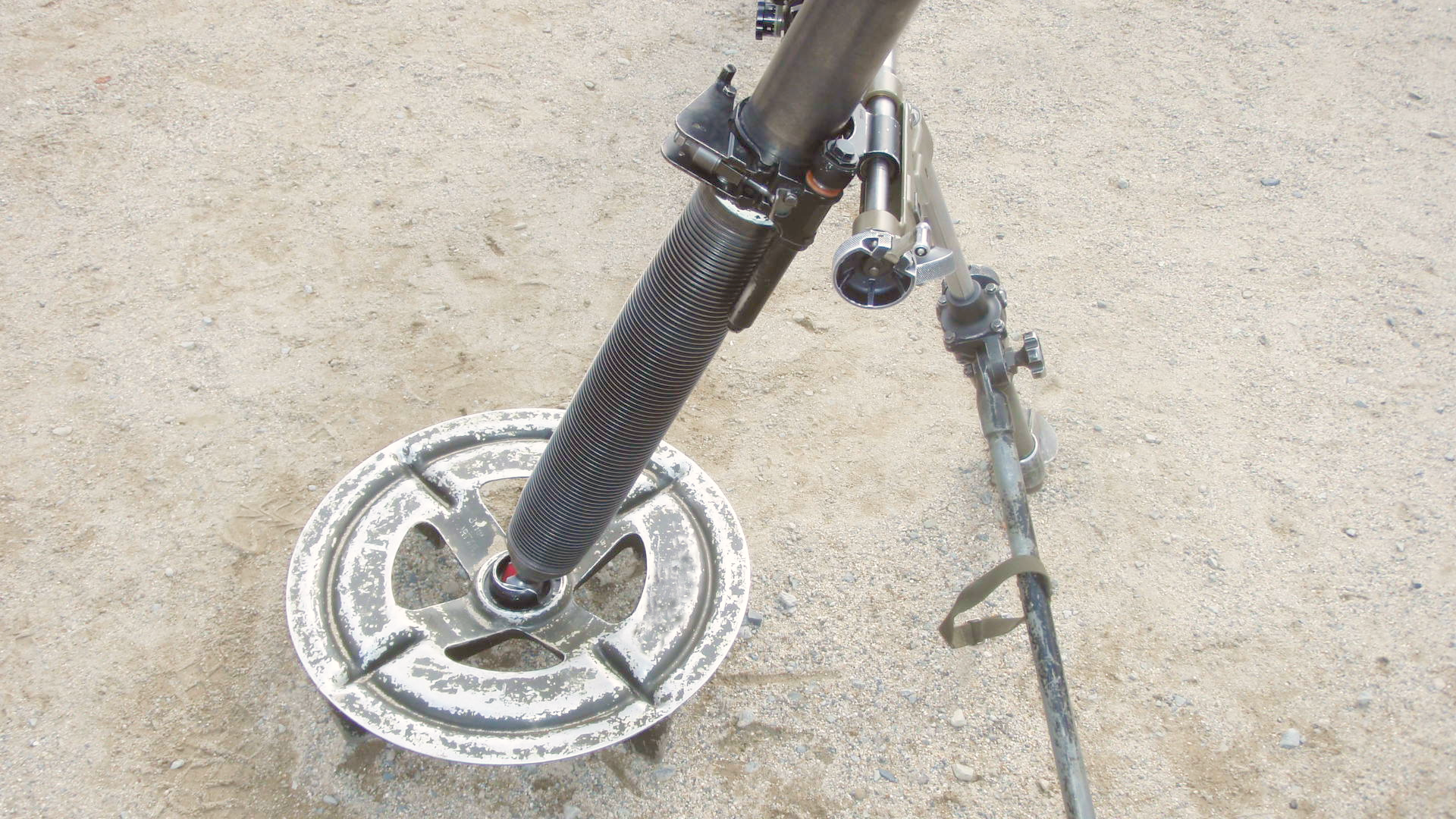
Опорная плита
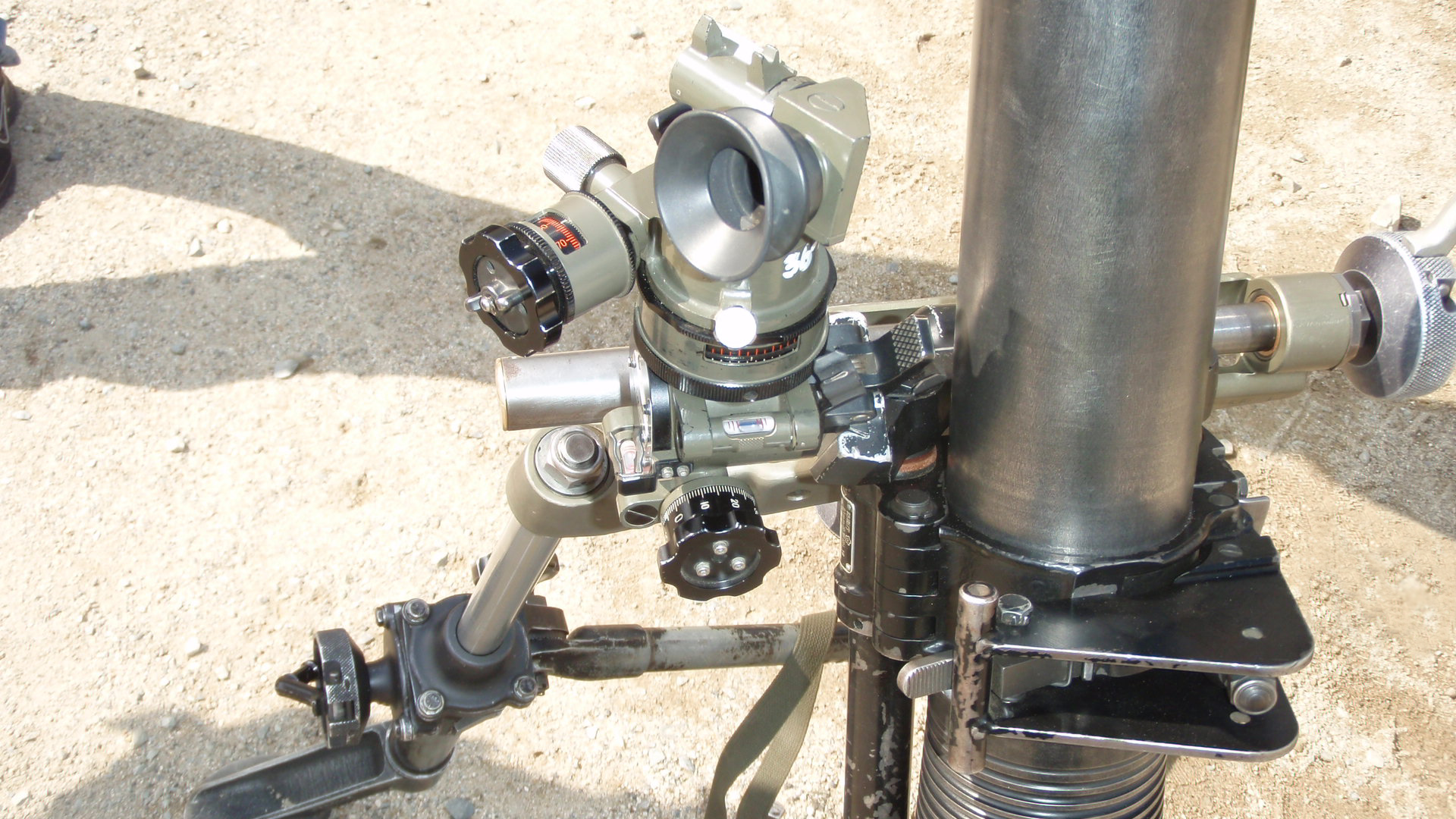
Прицел
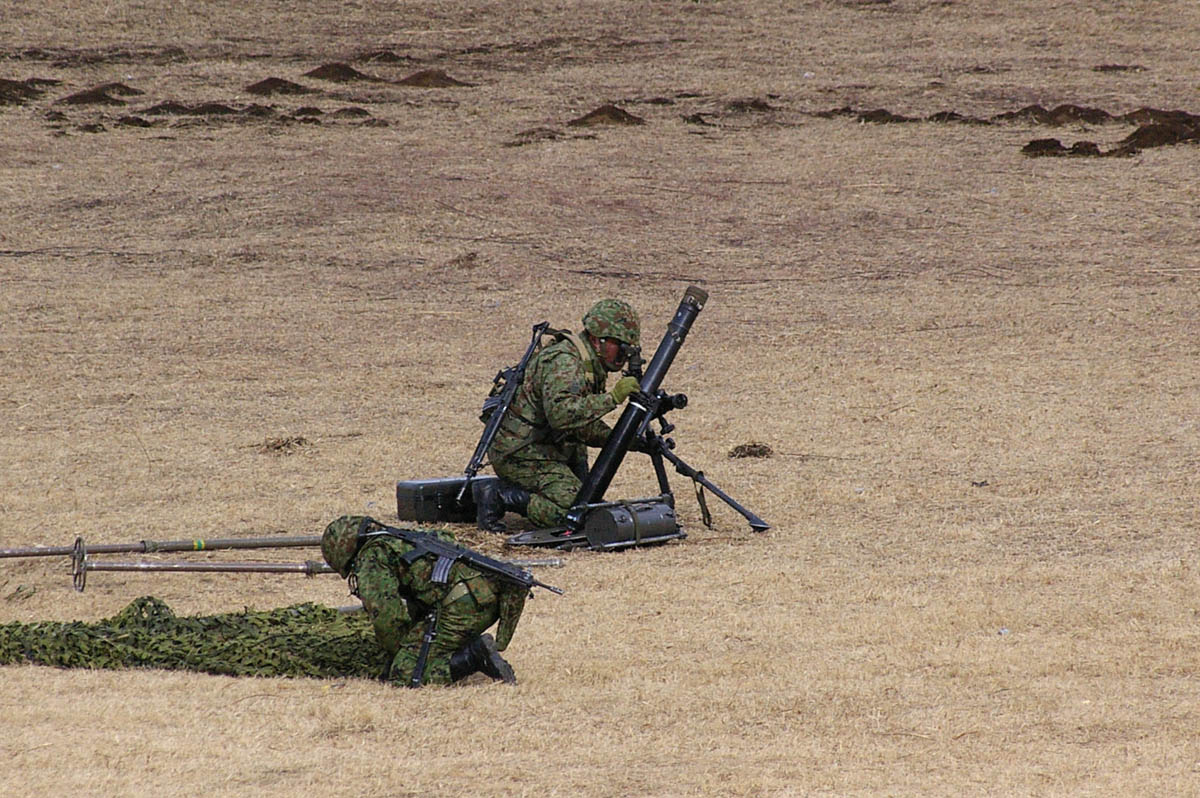
Солдаты Сил самообороны Японии на учениях